# Turów (województwo śląskie)
Turów – wieś w Polsce położona w województwie śląskim, w powiecie częstochowskim, w gminie Olsztyn.
W latach 1975–1998 miejscowość położona była w województwie częstochowskim.
We wsi znajduje się stacja kolejowa Turów.

## Historia
Najstarsza wzmianka o wsi pochodzi z 1294 r. Turów był wtedy własnością biskupa krakowskiego Jana Muskaty (zagorzały przeciwnik Władysława Łokietka z XIII w.), który oddał trzy wsie leżące koło zamku Przemiłowicze (w tym Turów) staroście krakowskiemu. Kolejna informacja pochodzi dopiero z 1459 r. Turów wymieniany jest jako własność królewska podlegająca zamkowi Olsztyn.
Więcej szczegółów dostarcza inwentarz starostwa olsztyńskiego z 1532 r. Turów wchodził w skład terytorium podległego zamkowi jako własność króla. Mieszkało tam wtedy 7 rodzin kmiecych. Wymienieni są tylko mężczyźni Barthnyk, Crotosha, Sbych, Ozog, Piesczka, Dominik, Mikołaj. Sześciu z nich miało po jednym łanie ziemi, a jeden Mikołaj 14 groszy. Oprócz tego wieś płaciła 6 groszy za łan opuszczony. Kmiecie płacili też daninę w naturze. We wsi znajdowały się dwie karczmy.
W 1551 r. w Turowie mieszkało 9 chłopów, z czego czterech miało cały łan – Piesczka Stary, Pasyerb, Krotosscha, Biskup. Karczmy były nadal dwie. Były też dwa stawy i dwie sadzawki.
Przynajmniej od XV. w. Turów wchodził w skład starostwa olsztyńskiego i administracyjnie należał do powiatu lelowskiego i województwa krakowskiego. Tak było aż do II rozbioru Polski w 1793., gdy ziemie te wraz z Turowem, znalazły się w zaborze pruskim. W czasach napoleońskich były w obrębie Księstwa Warszawskiego, a po Kongresie Wiedeńskim była to miejscowość w Królestwie Polskim (zabór rosyjski). Do 1552 r. Turów wraz z Przymiłowicami, Kusiętami i Bukownem należał do parafii Mstów. Później wraz z powstaniem parafii w Olsztynie, wieś weszła w jej skład i tak jest do dziś.
W 1911 r. przez wieś przeprowadzono linię kolejową relacji Częstochowa-Kielce, a rok wcześniej powstał peron. 
Ciekawy jest rozwój szkolnictwa w Turowie. Jednoklasowa Publiczna Szkoła Powszechna została otwarta w 1921 r., a pierwszymi nauczycielkami były Wanda Krauze i Helena Gembalska. Szkołą kierowali kolejno :
- Genowefa Prażmowska (w latach 1939-45)
- Stanisław Gross (1945-54)
- Franciszek Kozak (1954-64)
- Helena Kłosowska (1964-97)
- Andrzej Nabiałek (1997-2007)

Od 2007 r. dyrektorem szkoły podstawowej jest Lidia Śmierciak.
Do wybuchu wojny zajęcia odbywały się w tzw. Domu gromadzkim, po wojnie w budynku „podworskim”. W 1974 r. miejscowa społeczność wybudowała nową szkołę, w której nauka odbywa się do dziś. W celu poprawienia warunków pracy szkoły, rodzice zawiązali Społeczny Komitet Budowy Sali Gimnastycznej. Dzięki staraniom Komitetu, przy wsparciu Rady Gminy i Wspólnoty Gruntowej w Turowie w 1998 r. zbudowano boisko do koszykówki o utwardzonej nawierzchni a 25 maja 2003 r. otwarto salę gimnastyczną. 
Najtragiczniejszym okresem w dziejach miejscowości była II wojna światowa i wyniszczająca okupacja hitlerowska. Oto zaraz po zajęciu wsi, żołnierze Wehrmachtu spalili w piecach umeblowanie szkoły w Turowie. Wkrótce jednak w wiosce osiedliło się małżeństwo Mieczysław i Maria Prażmowscy, które zorganizowało tajne nauczanie gimnazjalne. Uczestniczyła w nim młodzież z Kobyłczyc, Kusiąt, Przymiłowic i Zrębic.
W czasie II wojny światowej jeńców, Włochów – bez względu na wiek i rangę: oficerów, podoficerów i żołnierzy – zmuszano do ciężkiej pracy, najczęściej przy budowie fortyfikacji i umocnień lub w przemyśle zbrojeniowym. Pracowali oni także w Częstochowie i okolicach, m.in. utworzono dla nich obozy pracy w Olsztynie i w Turowie. W Olsztynie osadzono Włochów w tym samym budynku, w którym uprzednio pozostawali jeńcy radzieccy. W Turowie rozlokowano ich w jeszcze bardziej prymitywnych warunkach.
„Jesienią 1943 roku – zeznał później Franciszek Mermer – przywiezieni zostali do Turowa włoscy jeńcy wojenni. Eskortowali ich żołnierze Wehrmachtu. Od nich też dowiedziałem się, że jeńcy ci to Włosi. Przyszli do Turowa w kolumnach wojskowych, pieszo. Jedni byli w mundurach, drudzy w ubraniach cywilnych, niektórzy mieli kapelusze [...] Z postawy niektórych jeńców, ze sposobu ich zachowania się, wywnioskowałem, że są to oficerowie. Odznak wojskowych nie zauważyłem, sądzę, że ich nie mieli. Jeńcy ci zostali rozlokowani w stodołach u poszczególnych gospodarzy. W mojej stodole było ich ponad dwudziestu. Spali na słomie, przykrywali się kocami.”
Strzeżeni przez niemieckich wartowników, wczesnym ranem wyprowadzani byli na roboty, wracali po całym dniu pracy. Budowali bunkry, kopali rowy przeciwczołgowe, wznosili zasieki. Obok zimna, jeńcy cierpieli głód. Nie mogły go zaspokoić szczupłe porcje chleba, liście kapusty i buraki. Zdarzyło się, że pewien jeniec – oficer, usiłował wykopać w Turowie, na prywatnym polu, trochę ziemniaków. Został na miejscu zabity przez niemieckiego wartownika. Niedolę Włochów starała się złagodzić ludność polska. Przede wszystkim dostarczano im żywność, podobnie jak działo się to w czasie, kiedy w Olsztynie istniał obóz radzieckich jeńców wojennych. Niesienie pomocy jeńcom połączone było zawsze z wielkim ryzykiem, niekiedy wywoływało niespodziewane komplikacje. Oto dalszy fragment zeznania Franciszka Mermera : „Kiedy pewnego razu niosłem z Częstochowy chleb dla jeńców, omalże nie zostałem zastrzelony przez Niemców ubranych w żółte mundury. Posądzili mnie, że niosę chleb dla partyzantów. Uratowała mnie okoliczność, że córka moja była zatrudniona w niemieckiej kuchni w Turowie.” 
Ułatwiano również jeńcom ucieczki z obozu, dostarczano im cywilne ubrania. Pewien oficer włoski zdołał zbiec z miejsca przymusowej pracy w Turowie, znalazł schronienie u mieszkańców wsi. Skontaktowano go z dowódcą oddziału partyzanckiego, który „przerzucił” Włocha do partyzantki we włoszczowskiem. Tak to były żołnierz Armiry przerodził się w polskiego partyzanta.
Za przechowywanie Żydów w Turowie została zamordowana przez hitlerowców rodzina Nabiałków.
W Turowie znajduje się kościół filialny parafii Olsztyn pw. bł. Honorata Koźmińskiego. Pierwsza msza święta miała w nim miejsce w niedzielę 17 października 1999 r. Nabożeństwo celebrował wikariusz generalny archidiecezji częstochowskiej ks. Prałat Marian Mikołajczyk. Obecni byli również ks. Jerzy Kuliberda – dyrektor wydawnictwa diecezjalnego, ks. kanonik Ryszard Grzesik – proboszcz parafii Olsztyn, ks. Andrzej Kańka – wicedziekan dekanatu olsztyńskiego, ks. Włodzimierz Białek – proboszcz parafii Zrębice ks. Stanisław Pala z Turowa. 
W miejscowości istniały kluby sportowe m.in. „Energetyk”. We wsi znajduje się remiza Ochotniczej Straży Pożarnej, szkoła, działa Koło Gospodyń Wiejskich i Grupa Odnowy Wsi, a także przedsiębiorstwa: rozdzielnia prądu, zakłady wytwarzające mrożonki i lody „Alexpol” i rozlewnia napojów „Wosana”. Funkcjonuje tu także Dom Opieki Społecznej prowadzony z funduszy powiatu diecezjalnego. 
Turów dzieli się na Turów górny i dolny.